# Miusynsk
Miusynsk (ukrainsk: Міусинськ, russisk: Миусинск) er en by i Krasnyi Luch Kommune, Luhansk oblast (region) i Ukraine. I 2021 havde byen  4.603 indbyggere.

## Historie
Bebyggelsen blev grundlagt i 1923 under navnet Shtergres (russisk: Штергрэс), hvor gres henviser til det lokale GRES kraftværk, der blev bygget som en del af GOELRO-planen.
I 1938 fik Shtergres officiel status som en bymæssig bebyggelse.
I 1965 blev bebyggelsen af bymæssig type Shtergres og landsbyen Novopavlovka slået sammen, og byen Miusynsk blev oprettet.
Fra midten af april 2014 blev Miusynsk kontrolleret af Folkerepublikken Lugansk og ikke af de ukrainske myndigheder.

## Demografiske data
Modersmål i henhold til den Ukrainske folketælling 2001:
- Russisk  56.95%
- Ukrainsk  42.30%
- Armensk  0.41%
- Hviderussisk  0.08%